# Cyrilla lutgardae
Cyrilla lutgardae är en tvåhjärtbladig växtart som beskrevs av Berazaín. Cyrilla lutgardae ingår i släktet Cyrilla och familjen Cyrillaceae. Inga underarter finns listade i Catalogue of Life.